# گرومن تی‌بی‌اف اونجر
گرومن تی‌بی‌اف اونجر (به انگلیسی: Grumman TBF Avenger) یک هواپیمای ساختِ کارخانهٔ گرومن در کشور ایالات متحده آمریکا است. نخستین استفاده‌کنندهٔ این هواپیما نیروی دریایی ایالات متحده آمریکا بوده‌است. این هواپیما برای نخستین بار در ۷ اوت ۱۹۴۱ میلادی مورد استفاده قرار گرفت.